# Meteorologiåret 1989

## Händelser

### Januari
- Januari
  - I Norge uppmäts medeltemperaturen + 6,4 i Lindesnes, Lista fyr, Skudenes och Slåtterøy fyr vilket blir Norges varmaste januarimånad någonsin [1]. I Grøndalen noteras även norskt månadsnederbördsrekord för månaden, med 1189,5 millimeter [2].
  - I Sverige upplever Götaland, Svealand och Norrland alla sin dittills varmaste januarimånad [3].
  - En mängd på 429 nederbörd faller över Jormlien, Sverige vilket innebär svenskt månadsnederbörd för månaden [4].
  - 395 millimeter nederbördsmängd faller över Mjölkbäcken, Sverige vilket innebär månadsnederbördsrekord för svenska Lapplands bebodda trakter [5].
- 6-8 januari - Red River Valley i Minnesota, USA drabbas av en svår snöstorm [6].
- 28 januari – I Tafjord, Norge noteras norskt värmerekord för månaden med + 17,9 °C [2].
- 29 januari – I Hall Land, Grönland uppmäts temperaturen - 52.1 °C, vilket blir Grönlands lägst uppmätta temperatur för månaden [7].

### Februari
- 3 februari – Sträng kyla råder i Minnesota, USA [8].
- 22 februari – 278 centimeter snö uppmäts i Leipikvattnet, Sverige vilket innebär snödjupsrekord för Jämtland.[9]

### Mars
- Mars – I Balcanoona, South Australia, Australien faller 676,0 millimeter regn under månaden, vilket blir regnrekord för en månad i South Australia [10].
- 14 mars – I Motpena, South Australia, Australien faller 372,6 millimeter regn, vilket blir regnrekord för en dag i South Australia [10].

### Juni
- 15-16 juni – Sen frost uppmäts i Minnesota, USA och skadar åkrar [11].
- 21 juni – Vinden blåser i 76 mph i Fairmont i Minnesota, USA under ett åskväder [11].

### Juli
- Juli - Lule älv i Norrbotten svämmar över [12].
- 2 juli – Stora hagel faller över Minnesota, USA skadar åkrar [13].
- 14 juli – 134 millimeter nederbörd faller över Lövsta[förtydliga], Sverige vilket innebär dygnsnederbördsrekord för Uppland [14].

### Augusti
- 28 augusti – Hagelkorn stora som basebollar faller över Pequot Lake i Minnesota, USA.[15]

### September
- 22 september – Orkanen Hugo drar in över sydöstra USA och vållar stor förödelse. Charleston i South Carolina förklaras som katastrofområde.[16]

### Oktober
- 1 oktober – Temperaturen i centrala och södra i Minnesota, USA faller med 40 grader [17].

### December
- 2 december - Vid Kiruna flygplats i Sverige noteras vinden till 23 meter per sekund i medelvind [5].

### Okänt datum
- Norge går med i ECMWF [18].

## Avlidna
- 24 november – E. Ruth Anderson, amerikansk meteorolog och bokförläggare.
- 3 december – Alexander Obukhov, rysk fysiker och meteorolog.

### Fotnoter
1. ↑  MET
2. 1 2  MET
3. ↑  SMHI Arkiverad 25 mars 2015 hämtat från the Wayback Machine.
4. ↑  SMHI Arkiverad 26 augusti 2010 hämtat från the Wayback Machine.
5. 1 2  SMHI
6. ↑  Famous Minnesota Winter Storms (Listed Chronologically) Arkiverad 7 januari 2009 hämtat från the Wayback Machine.
7. ↑  DMI
8. ↑  ”Arkiverade kopian”. Arkiverad från originalet den 26 juli 2010. https://web.archive.org/web/20100726102650/http://www.climate.umn.edu/pdf/day_in_weather_history/february_wx_history.pdf. Läst 16 februari 2011.
9. ↑  SMHI
10. 1 2  ”Australian Temperature Extremes”. Bureau of Meteorology. 1 april 2009. http://www.bom.gov.au/climate/extreme/records/national.pdf. Läst 4 februari 2011.
11. 1 2  ”Arkiverade kopian”. Arkiverad från originalet den 26 juli 2010. https://web.archive.org/web/20100726102347/http://www.climate.umn.edu/pdf/day_in_weather_history/june_wx_history.pdf. Läst 16 februari 2011.
12. ↑  ”SMHI”. Arkiverad från originalet den 15 november 2012. https://web.archive.org/web/20121115094511/http://www.smhi.se/kunskapsbanken/hydrologi/1989-sommarfloden-i-lulealven-1.12770. Läst 2 februari 2011.
13. ↑  ”Arkiverade kopian”. Arkiverad från originalet den 21 juli 2010. https://web.archive.org/web/20100721153842/http://climate.umn.edu/pdf/day_in_weather_history/july_wx_history.pdf. Läst 16 februari 2011.
14. ↑  SMHI
15. ↑  ”Arkiverade kopian”. Arkiverad från originalet den 26 juli 2010. https://web.archive.org/web/20100726102403/http://www.climate.umn.edu/pdf/day_in_weather_history/august_wx_history.pdf. Läst 16 februari 2011.
16. ↑   Horisont 1989. Bertmarks
17. ↑  ”Arkiverade kopian”. Arkiverad från originalet den 26 juli 2010. https://web.archive.org/web/20100726102332/http://www.climate.umn.edu/pdf/day_in_weather_history/october_wx_history.pdf. Läst 16 februari 2011.
18. ↑  MET Arkiverad 15 december 2010 hämtat från the Wayback Machine.